# Jan Lundell (Poolbillardspieler)
Jan Lundell (* 26. Februar 1963) ist ein schwedischer Poolbillardspieler. Er wurde 1991 Europameister.

## Karriere
Bei der EM 1989 gewann Jan Lundell mit Bronze im 14/1 endlos erstmals eine EM-Medaille.
1991 gelang es ihm im 14/1 endlos, durch einen Finalsieg gegen den Deutschen Oliver Ortmann Europameister zu werden.
Ein Jahr später gewann Lundell mit Bronze im 9-Ball seine bislang letzte EM-Medaille bei den Herren.
Bei der EM 2009 erreichte Lundell das Achtelfinale im 8-Ball sowie den 17. Platz im 14/1 endlos, 2011 kam er im 8-Ball auf den 17. Platz.
Bei der Senioren-Europameisterschaft gewann Lundell 2012 die Silbermedaille im 9-Ball und Bronze im 14/1 endlos.
Mit der schwedischen Mannschaft erreichte Lundell 2010 das Achtelfinale der Team-Weltmeisterschaft.